# Übergangsdipolmoment

Drei Wellenfunktionen als spezielle Lösungen der zeitabhängigen Schrödinger-Gleichung für ein Elektron in einem Potential eines Harmonischen Oszillators. Links: Realteil (blau) und Imaginärteil (rot) der Wellenfunktion. Rechts: Die Wahrscheinlichkeit das Elektron in einer bestimmten Position zu finden. Die obere Reihe zeigt einen Eigenzustand mit niedriger Energie, die mittlere Reihe zeigt einen Energiezustand mit höherer Energie und die untere Reihe stellt die quantenmechanische Superposition der beiden oberen Zustände dar. Dabei bilden die beiden oberen, rechten Abbildungen im Gegensatz zur unteren, rechten Abbildung stationäre Zustände ab. Die untere, rechte Abbildung verdeutlicht, dass sich das Elektron im superpositionierten Zustand hin und her bewegt. Diese oszillierende Bewegung des Elektrons ist aber genau die Ursache eines oszillierenden, elektrischen Dipolmoments, welches zur Abstrahlung elektromagnetischer Wellen führt. Sie ist also direkt proportional zur Übergangswahrscheinlichkeit zwischen beiden Eigenzuständen.

Das Übergangsdipolmoment (auch Übergangsmatrixelement) {\displaystyle {\vec {M}}_{ik}} ist ein Maß für die Fähigkeit eines Atoms, Moleküls oder Festkörpers elektromagnetische Strahlung zu absorbieren, oder bei fluoreszierenden Stoffen auch zu emittieren.
Mit der Absorption geht beispielsweise ein Atom vom energetischen Grundzustand (oder allgemein von einem niedrigeren Zustand) in einen angeregten Zustand über, wobei das Atom über eine endliche Zeit zwischen beiden Zuständen hin und her oszilliert. In dieser Zeit befindet sich das Atom in einer quantenmechanischen Überlagerung beider Zustände; enthält je nach Dauer Teile des Grund- als auch des angeregten Zustands, wobei Letzterer mit der Zeit zunimmt. Da sich die beiden Zustände durch die örtliche Verteilung der Teilchendichte unterscheiden, findet über die Zeitdauer auch eine örtliche Oszillation mit definierter Frequenz statt, was genau einem klassischen Dipol entspricht. Fällt nun elektromagnetische Strahlung in Form eines Photons mit genau der Frequenz auf das Atom, kann das Photon vom Atom absorbiert werden.
Das Übergangsdipolmoment ist eine komplexe, vektorielle Größe. Das Quadrat seines Betrages ist proportional zur Wahrscheinlichkeit des Übergangs; die Richtung des Übergangsdipolmoments gibt an, wie das einfallende Licht polarisiert sein muss, damit eine Absorption stattfinden kann.

## Physikalischer Hintergrund
Für ein neutrales Atom oder Molekül, das sich in einem homogenen, elektrischen Feld E befindet, heben sich die Kräfte auf die einzelnen, verschieden geladenen Teile (positiver Kern und negativ geladene Elektronen) insgesamt zwar auf; dennoch wirken die Kräfte auf die Einzelteile an verschiedenen Orten, so dass u. a. ein Drehmoment resultieren kann. Ist {\displaystyle \phi } das elektrostatische Potential, so enthält z. B. der Hamiltonoperator des Wasserstoffatoms {\displaystyle {\mathcal {H}}} einen Störoperator {\displaystyle {\mathcal {H}}^{1}}
{\displaystyle {\begin{aligned}{\mathcal {H}}^{1}&=e\,\phi \,({\vec {r}}_{\text{Kern}})-e\,\phi \,({\vec {r}}_{\text{Elektron}}),\end{aligned}}}
dabei ist {\displaystyle e} die Elementarladung. (Das ungestörte System wird durch den ungestörten Hamiltonoperator {\displaystyle {\mathcal {H}}^{0}} beschrieben.) Wenn der Abstand von Kern und Elektron {\displaystyle r=|{\vec {r}}_{\text{Kern}}-{\vec {r}}_{\text{Elektron}}|} viel kleiner ist als die Längenskala, über die {\displaystyle \phi } sich ändert (also z. B. klein verglichen mit der Wellenlänge {\displaystyle \lambda } der verwendeten Strahlung), dann kann diese Störung in guter Näherung durch den in {\displaystyle r} linearen Term beschrieben werden, der durch
{\displaystyle {\begin{aligned}H_{\text{dipol}}^{1}&=e\,({\vec {r}}_{\text{Kern}}-{\vec {r}}_{\text{Elektron}})\cdot {\vec {\nabla }}\phi (r_{\text{Kern}})\\&=-{\vec {\mu }}_{e}\cdot {\vec {E}}(r_{\text{Kern}}).\end{aligned}}}
gegeben ist. Dies ist die „Dipolnäherung“ (oder auch „Langwellen-Näherung“) der Kopplung ans elektrische Feld und {\displaystyle {\vec {\mu }}_{e}=-e\,({\vec {r}}_{\text{Elektron}}-{\vec {r}}_{\text{Kern}})} ist der Operator des elektrischen Dipolmoments des Wasserstoffatoms. Er stellt das erste Glied einer Taylorentwicklung von {\displaystyle H^{1}} in {\displaystyle r/\lambda } um {\displaystyle r/\lambda =0} dar.
Dies bedeutet, dass zwischen dem Dipolmoment und dem E-Feld eine Wechselwirkung stattfindet. Quantenmechanisch kann somit ein Übergang zwischen zwei Zuständen {\displaystyle |\Psi _{i}\rangle } und {\displaystyle |\Psi _{k}\rangle } stattfinden, wenn
{\displaystyle {\vec {M}}_{ik}=\langle \Psi _{i}|{\vec {\mu }}_{e}|\Psi _{k}\rangle \neq 0}.
Dieses Nebendiagonalelement (oder Übergangselement) des Dipolmomentoperators wird Übergangsdipolmoment genannt. Falls das Übergangsdipolmoment Null ist, heißt der Übergang „dipol-verboten“ und es müssen höhere Multipolmomente betrachtet werden, um den Übergang zu beschreiben.
Die Übergangswahrscheinlichkeit zwischen den beiden Zuständen ist dann proportional zu seinem Betragsquadrat:
{\displaystyle w(i\to k)\equiv A_{ik}\sim |{\vec {M}}_{ik}\cdot {\vec {E}}|^{2}}
bzw. für Emission in beliebige Raumrichtung:
{\displaystyle A_{ik}\sim |{\vec {M}}_{ik}|^{2}}.
Obwohl die Absorptionsspektren klassisch schon so genau erforscht waren, dass etliche Auswahlregeln zwischen erlaubten und verbotenen Übergängen bekannt waren, wurden sie erst durch die quantenmechanische Betrachtung erklärt. Hierzu sind zwei Anmerkungen angebracht:
- Die Übergangswahrscheinlichkeit kann nicht alleine mit klassischen Größen, wie den Diplomomenten der beiden Zustände, ausgedrückt werden. Vielmehr oszillieren die Zustände {\displaystyle |\Psi _{i}\rangle } und {\displaystyle |\Psi _{k}\rangle } mit Phasen {\displaystyle \mathrm {e} ^{i\omega _{i}t}} bzw. {\displaystyle \mathrm {e} ^{i\omega _{k}t}}, für die es kein klassisches Analogon gibt.
- Insbesondere handelt es sich beim Übergangsdipolmoment nicht um die Differenz der Dipolmomente der beiden Zustände, auch wenn der Name so missverstanden werden könnte. Es handelt sich vielmehr um ein Nebendiagonalelement des Dipolmoment-Operators.

## Semiklassische Betrachtung
Die exakte Betrachtung der Wechselwirkung zwischen elektromagnetischer Strahlung und einem Atom oder Molekül erfordert den Formalismus der Quantenfeldtheorie. Im Folgenden wird deshalb zur Vereinfachung lediglich der atomare Anteil quantenmechanisch behandelt, elektromagnetische Felder werden klassisch betrachtet. Diese semiklassische Näherung liefert gute Ergebnisse, für eine höhere Genauigkeit müssen jedoch relativistische und quantenfeldtheoretische Korrekturen herangezogen werden.
Das elektrische Dipolmoment einer Ladungsverteilung {\displaystyle \rho ({\vec {r}})} ist klassisch definiert als {\textstyle {\vec {p}}=\int \rho ({\vec {r}})\,{\vec {r}}\,\mathrm {d} ^{3}r}.
In der Quantenmechanik entspricht das {\displaystyle \langle {\vec {p}}\rangle =e\langle {\vec {r}}\rangle =e\Psi ^{*}{\vec {r}}\Psi }.
Für einen Überlagerungszustand {\displaystyle |\Psi \rangle =a_{i}|\Psi _{i}\rangle +a_{k}|\Psi _{k}\rangle } heben sich die Phasen in {\displaystyle \Psi _{i}^{*}{\vec {r}}\Psi _{i}} und {\displaystyle \Psi _{k}^{*}{\vec {r}}\Psi _{k}} gerade weg. Hingegen oszilliert das Übergangselement {\displaystyle \Psi _{i}^{*}{\vec {r}}\Psi _{k}\sim \sin((\omega _{ik})t)}, wobei {\displaystyle \omega _{ik}} gegeben ist durch {\displaystyle \hbar \,\omega _{ik}=|E_{i}-E_{k}|=\Delta E_{ik}} mit der reduzierten Planck-Konstante {\displaystyle \hbar }.
Der Überlagerungszustand schwingt also mit {\displaystyle \omega _{ik}}. Da {\displaystyle |\Psi _{i}\rangle } und {\displaystyle |\Psi _{k}\rangle } im Allgemeinen unterschiedliche örtliche Funktionsverläufe und damit Teilchendichten aufweisen, oszilliert auch die Teilchendichte des Zustandes {\displaystyle |\Psi |^{2}} örtlich hin und her. Dieser Zustand stellt also einen Hertzschen Dipol dar, der mit {\displaystyle \omega _{ik}} abstrahlt.
Die durchschnittlich emittierte Strahlungsleistung eines Hertzschen Dipols beträgt:
{\displaystyle {\bar {P}}={\frac {2}{3}}\,{\frac {p^{2}\,\omega ^{4}}{4\,\pi \,\varepsilon _{0}\,c^{3}}}}
wobei
- {\displaystyle \varepsilon _{0}} die elektrische Feldkonstante,
- {\displaystyle c} die Lichtgeschwindigkeit und
- {\displaystyle p=q\,L} die Amplitude des Dipolmoments ist.

Zeitlich gemittelt ist {\displaystyle p^{2}=2|M_{ik}|^{2}} zu setzen. Man erhält für die beim Übergang {\displaystyle |i\rangle \rightarrow |k\rangle } emittierte Strahlungsleistung
{\displaystyle {\bar {P}}_{ik}={\frac {4}{3}}\,{\frac {\omega _{ik}^{4}}{4\,\pi \,\varepsilon _{0}\,c^{3}}}|M_{ik}|^{2}}.
{\displaystyle N_{i}} Atome im Zustand {\displaystyle |i\rangle } emittieren beim Übergang {\displaystyle |i\rangle \rightarrow |k\rangle } mit {\displaystyle \omega _{ik}} durchschnittlich die Strahlungsleistung {\displaystyle {\bar {P}}=N_{i}\,{\bar {P_{ik}}}}.
Die Wahrscheinlichkeit, dass in einem Zeitintervall von einer Sekunde in einem Atom im Zustand {\displaystyle |i\rangle } der Übergang {\displaystyle |i\rangle \rightarrow |k\rangle } unter Emission eines Photons stattfindet, ist gegeben durch den Einsteinkoeffizienten {\displaystyle A_{ik}}. Mit diesem wird die Strahlungsleistung:
{\displaystyle {\bar {P}}=N_{i}\,A_{ik}\,\hbar \,\omega _{ik}}.
Vergleicht man diese Gleichung mit dem Ausdruck für {\displaystyle {\bar {P}}_{ik}}, so folgt:
{\displaystyle A_{ik}={\frac {4}{3}}\,{\frac {\omega _{ik}^{3}}{4\,\pi \,\varepsilon _{0}\,\hbar \,c^{3}}}|M_{ik}|^{2}}.
Die letzte Gleichung gibt also einen Zusammenhang zwischen dem Übergangsdipolmoment {\displaystyle M_{ik}} und der Wahrscheinlichkeit {\displaystyle A_{ik}} für den entsprechenden Übergang.

## Zusammenhang mit Auswahlregeln
Die Auswahlregeln, ob ein Übergang erlaubt oder verboten ist, werden im Allgemeinen aus
{\displaystyle M_{ik}=e\langle \Psi _{i}|\sum _{j}Z_{j}{\vec {r_{j}}}|\Psi _{k}\rangle }
hergeleitet, wobei die {\displaystyle Z_{j}} die Kernladungszahlen sind, bzw. für Elektronen −1 ist. Ein Übergang ist verboten, wenn das Integral verschwindet, sonst ist er erlaubt. Der genaue Wert des Übergangsdipolmoments ist dabei für die Auswahlregeln uninteressant. Für idealisierte Modelle wie den harmonischen Oszillator, den starren Rotator, sowie das Wasserstoffatom (aber auch andere Atome und Dipolmoleküle) können zahlreiche, verschwindende Matrixelemente durch einfache Symmetriebetrachtungen gefunden werden.
Als Beispiel: {\displaystyle {\vec {r}}} dreht sein Vorzeichen bei Spiegelungen um, hat also negative Parität. Das Übergangselement verschwindet daher, wenn {\displaystyle |i\rangle } und {\displaystyle |k\rangle } dieselbe Parität haben. Dies erklärt, warum für das Wasserstoff keine Dipol-Übergänge {\displaystyle |s\rangle \rightarrow |s\rangle }, {\displaystyle |p\rangle \rightarrow |p\rangle }, {\displaystyle |d\rangle \rightarrow |d\rangle }, {\displaystyle |d\rangle \rightarrow |s\rangle }, {\displaystyle |f\rangle \rightarrow |p\rangle }, … erlaubt sind, wohl aber {\displaystyle |p\rangle \rightarrow |s\rangle }, {\displaystyle |d\rangle \rightarrow |p\rangle }, {\displaystyle |f\rangle \rightarrow |d\rangle }, …
Ist ein Übergang nach dieser Regel verboten, so sind in höherer Ordnung der Störungstheorie immer noch elektrische Quadrupol- oder magnetische Dipolübergänge etc. möglich. So verschwinden für den Übergang {\displaystyle |2s\rangle \rightarrow |1s\rangle } des Wasserstoffatoms auch das elektrische Quadrupolmoment (allerdings nicht aus Paritätsgründen, da {\displaystyle x^{2}} gerade Parität hat) und alle höheren elektrischen Multipolmomente. Das magnetische Dipolmoment verschwindet dabei nur im nichtrelativistischen Grenzfall.